# Гао Чжишэн
Гао Чжишэ́н (кит. 高智晟, пиньинь Gāo Zhìshèng род. 20 апреля 1964) — китайский адвокат. Один из немногих в Китае адвокатов, который брался за дела, связанные с защитой прав человека. Он также известен как активист по защите религиозных меньшинств, документально оформивший случаи нарушения прав человека в Китае. Желание защищать уязвимые группы населения сформировалось у Гао под влиянием христианской веры и моральных принципов сострадания и милосердия

## Биография
Гао родился и вырос в провинции Шэньси. Он воспитывался вместе с шестью братьями и сёстрами. Его отец умер в возрасте 40 лет, недолго поработав на угольной шахте. Гао рассказывал, что его семья не могла оплатить начальную школу, и ему приходилось слушать уроки, сидя под окнами класса. Впоследствии его дядя помог ему окончить среднюю школу, и он получил право служить в Народно-Освободительной армии КНР (НОА). Его подразделение располагалось на базе в Кашгаре, в провинции Синьцзян. Там он стал членом Коммунистической партии Китая (КПК). Позже он покинул НОА и работал поставщиком продуктов питания. В 1991 году его вдохновила газетная статья, в которой рассказывалось о плане Дэн Сяопина, бывшего в то время одним из главных лидеров Китая, принять 150000 человек для обучения правоведению и разработки китайской правовой системы. Гао удалось, благодаря своей прекрасной памяти, успешно сдать вступительные экзамены, и он приступил к учёбе. В 1995 году он был допущен к юридической практике.

## Начало карьеры
В 1989 году законодательный орган принял Закон об административной процедуре, который впервые дал гражданам Китая право предъявлять в суд иски в отношении представителей государственных органов. В 1990-е годы Гао представлял интересы семьи мальчика из провинции Синьцзян, впавшего в коматозное состояние после того, как врач по ошибке ввёл ему внутривенно этанол. В другом деле Гао выиграл суд с возмещением в 100000 юаней за нанесённый ущерб мальчику, который потерял слух из-за халатности медицинских работников.
Он представлял интересы частного бизнесмена, который взял под свой контроль государственную фирму и наладил её работу, после чего районное правительство посчитало её прибыльной и захотело отобрать фирму. Дело поступило в Верховный суд, который вынес решение в пользу предпринимателя. После этого, по словам Гао, он стал жертвой преследования со стороны руководства города Синьцзяна, предупреждавшего клиентов и должностных лиц избегать его услуг .

## Юридическая фирма Чжи Шен
Переехав в Пекин в 2000 году, Гао стал основателем и директором юридической фирмы Чжи Шэн. В 2001 году Министерство юстиции КНР назвало его «одним из 10 лучших адвокатов страны». В последующие годы Гао Чжишен имел широкий круг клиентов, которые стали жертвами несправедливости. По словам Гао, активное участие в такого рода делах тесно связано с его христианской верой, основанной на морали и сострадании. Одно из важных дел, за которое он взялся, было дело о справедливой компенсации клиенту, чей дом был экспроприирован в результате строительства, связанного с летними Олимпийскими играми 2008 года. Гао процитировал внутренний указ, подготовленный центральным правительством, в котором всем районным судам было указано отклонять дела, связанные с такого рода земельными спорами. По словам Гао, этот указ был «откровенно незаконным», но ему «слепо подчинялись все суды Пекина». Ниже следует перечень других дел:
- Дело о земельных спорах против чиновников села Тайши.
- Групповой иск в отношении местных властей, принуждающих к осуществлению политики планирования семьи в Китае.
- Дело шести заводских рабочих из провинции Гуандун, которые были задержаны за протест против эксплуатации работодателя[6].
- Обжаловал приговор журналиста и бывшего профессора Чжэн Ичуна, который в сентябре был приговорён к семи годам тюремного заключения за свои публикации в интернете.
- Оказывал юридическую помощь практикующим Фалуньгун, включая Хуан Вэя, который был незаконно приговорён к трём годам пребывания в трудовом лагере Шицзячжуан[4].
- Предоставил юридическую помощь пастору китайской христианской домашней церкви Цаю Чжожуа[англ.] который был приговорён к трём годам тюремного заключения за печать и распространение Библии.

## Деятельность
За деятельность, связанную с защитой жертв медицинской халатности, и борьбу за справедливую компенсацию лишённых собственности землевладельцев, в 2001 году Министерство юстиции КНР назвало Гао «одним из 10 лучших адвокатов страны». После дела о компенсации за землю в Пекине он вступил в затяжную борьбу за несколько сотен акров сельскохозяйственных земель, которые были конфискованы властями провинции Гуандун для строительства университета. Несмотря на то, что Гао сталкивался со многими юридическими препятствиями, он боролся за интересы людей. Он публично обвинил чиновников провинции Гуандун в использовании «наглых убийственных схем», что вызвало публичный гнев и помогло его клиентам получить более щедрую компенсацию. Летом 2005 года Гао защищал коллегу юриста и активиста Чжу Цзюжуа, которого обвинили в «нарушении общественного порядка» во время представления частных инвесторов нефтяных скважин, захваченных руководством в провинции Шэньси. Спустя несколько месяцев Гао добился освобождения Чжу, используя интенсивную рекламную кампанию. Однако Чжу было запрещено работать юристом. Гао также брался за дела, связанные с защитой последователей Фалуньгун. Судебное бюро Пекина запретило ему браться за определённые дела и защищать определённых клиентов. Среди них были дела по защите прав последователей Фалуньгун, нефтяное дело Шэньси и инцидент с политическими волнениями в деревне Дайши провинции Гуандун. Гао Чжишен отказался отклонить чью-либо защиту, утверждая, что бюро не имеет законных полномочий определять, кого он может защищать, а кого нет.
В 2005 году Гао вышел из рядов Коммунистической партии Китая. Вскоре после того, как Гао отправил Открытое письмо руководству Китая, в котором он обвинял правительство в организации не подтверждённых решением суда «баз для промывания мозгов» с целью расправы с последователями Фалуньгун, его посетили агенты национальной безопасности. Осенью 2005 года полиция установила 24-часовое наблюдение за семьёй Гао. 4 ноября его принуждали забрать своё второе Открытое письмо. В нём он рассказывал о делах, связанных с последователями Фалуньгун. Гао получил новую повестку из судебных органов, в которой его обвиняли в «серьёзном нарушении Закона в отношении управления регистрации юридических фирм», в частности, за то, что после переезда он не успел зарегистрировать новый адрес фирмы. Его фирме была запрещена какая-либо деятельность сроком на один год. В конце ноября, после апелляции, суд потребовал, чтобы до 14 декабря Гао пересдал экзамен на право обладания персональной лицензией адвоката, а также получил новое разрешение на работу своей фирмы. В случае неподчинения ему угрожали применением силы. Гао удалось ускользнуть от наблюдения, и он отправился на Северо-Восток Китая, чтобы принять там заявления от последователей Фалуньгун, которых сотрудники органов правопорядка, предположительно, подвергали пыткам.
За его работу правительство КНР несколько раз лишало Гао лицензии на ведение адвокатской деятельности. Нередко его задерживали, а во время незаконного заключения подвергали жестоким пыткам. В предпоследний раз он исчез в феврале 2009 года, его удерживали в неизвестном месте до декабря 2011 года. После этого было объявлено, что Гао Чжишэна заключили в тюрьму на три года. В начале 2012 года брат Гао Чжишэна сообщил, что получил судебный документ, в котором говорится, что его брат находился в тюрьме Шэар в Синьцзяне

## Арест
17 января 2006 года, Международная амнистия заявила, что Гао едва избежал покушения на жизнь, заказанное тайной полицией Китая как дорожно-транспортное происшествие. 4 февраля 2006 года Гао вместе с Ху Цзя и другими активистами начали «Эстафету голодовки в поддержку прав человека». Участниками эстафеты были активисты и граждане, которые по очереди объявляли голодовку в течение 24 часов. Несмотря на то, что несколько участников эстафеты были арестованы, в голодовке приняло участие люди из 29 провинций, а также из-за рубежа.
15 августа 2006 года после многочисленных угроз и продолжительных притеснений Гао Чжишен пропал, когда навещал семью его сестры. 21 сентября 2006 года он был официально арестован. 22 декабря 2006 года Гао был признан виновным в «диверсионных действиях». Его приговорили к трём годам лишения свободы и отстранили от работы. В итоге он получил пять лет испытательного срока. Приговор также лишил его политических прав. Сроком на один год ему было запрещено публиковать материалы или высказываться против правительства. Он публично признался в ряде ошибок. После освобождения, Гао отказался от своих признаний и описал пытки, которые ему пришлось пережить во время 54-дневного заключения. Он добавил, что похитители угрожали его убить, если он публично расскажет об этом. В 6-й главе своих мемуаров, написанных в 2006 году, Гао критиковал КПК за «самые дикие, самые безнравственные и незаконные способы пыток, которые применяют к нашим матерям, женам, детям, наших братьям и сёстрам …». Он публично вышел из «этой бесчеловечной, несправедливой и злой партии», заявив, что это является «самым знаменательным днём в его жизни».
Ассоциация судебных адвокатов США присвоила Гао престижное звание «Бесстрашный правозащитник». 30 июня 2007 года его лично пригласили на церемонию вручения награды в г. Санта-Барбара, штат Калифорния, США.
Осенью 2007 года мемуары Гао «Более справедливый Китай» были опубликованы на английском языке в Соединённых Штатах Америки.
22 сентября 2007 года Гао написал открытые письма вице-президенту Европейского парламента Эдварду Макмиллан-Скотту, а затем Конгрессу США, призывающие к бойкоту Олимпийских игр в Китае. Тайная полиция Китая снова похитила Гао из его дома, где он находился под домашним арестом. В письме из заключения Гао рассказал, что на протяжении десяти дней его подвергают жестоким пыткам. Его избивали, наносили многочисленные удары электрошокером и втыкали зубочистки в область гениталий. Затем на протяжении нескольких недель на него оказывали психологическое давление. Гао писал, что похитители говорили о том, что его дело стало личным делом «дядюшек» из аппарата государственной безопасности после того, как он неоднократно публично рассказывал о жестоком обращении.

## Исчезновение
В феврале 2009 года Гао был задержан для допроса агентами безопасности , и после этого его никто не видел. Он появился в Шаньси в марте 2010 года. За месяц до его исчезновения жена Гао и двое его детей бежали из Китая с помощью подпольных религиозных сторонников. Они прибыли в Соединённые Штаты и через десять дней получили право на убежище. Во время исчезновения Гао в ответ на запросы семьи о его местонахождении полиция утверждала, что он пропал без вести в сентябре 2009 года. В течение нескольких месяцев Гао не было предъявлено никаких обвинений, правительство не сообщало о его местонахождении и не признавало своей причастности к его исчезновению. Последним известием от Гао был телефонный звонок брату в июле 2009 года.
В январе 2010 года брат Гао, Гао Чжиуй, сказал в интервью, что полиция Пекина сообщила о том, что его брат «пропал без вести» 25 сентября 2009 года. Он опасался, что брата больше нет в живых. 21 января 2010 года официальный представитель МИД Китая выступил с загадочным заявлением. Он сказал, что Гао «там, где он должен быть». На последней пресс-конференции он сказал, что не знает местонахождения Гао. Во время визита в Китай Дэвида Милибэнда в марте, министр иностранных дел Китая Ян Цзечи заявил, что Гао был осуждён за «подрывную деятельность», однако отрицал, что его пытали.
28 марта 2010 года было установлено, что Гао живёт недалеко от горы Утайшань. Общаясь с репортёром по телефону, он сказал, что не может дать интервью, но подтвердил, что был осуждён, а затем освобождён. Спустя несколько дней он встретился с представителями СМИ. Он выглядел исхудавшим и подавленным по сравнению с тем, как он выглядел ранее. Гао сказал, что больше не будет критиковать правительство в надежде на воссоединение с женой и двумя детьми, которые тайно бежали из Китая в начале прошлого года. Он заявил, что на протяжении прошлого года его сильно пытали, намного сильнее, чем раньше .
В апреле 2010 года семья Гао сообщила, что они ничего о нём не слышали с тех пор, как 10 дней назад он вернулся из Синьцзяна. Газета  Южно-Китайская утренняя почта  сообщала, что в период с 9 по 12 апреля Гао покинул Пекин, чтобы навестить своих родственников в Урумчи. С собой у него был только рюкзак. Тесть Гао рассказал, что он пришёл к нему домой вместе с четырьмя полицейскими, провёл у него одну ночь. После этого его снова арестовали. 21 апреля тесть Гао позвонил своему другу в Пекин и сказал, что Гао должен был сесть на самолёт в 4:30 дня и обещал позвонить после возвращения домой, но от него не было никаких известий. Лау Вайхин и Альберт Хо заявили, что исчезновение Гао «доказывает то, что правосудия и верховенства права больше не существует в коммунистическом Китае, и вряд ли они вообще существовали когда-либо».
В 2010 году рабочая группа Организации Объединённых Наций заслушала доклад об исчезновении и задержании Гао. В марте 2011 года его освободили.После нескольких месяцев молчания относительно его статуса и местонахождения в декабре 2011 года агентство Синьхуа сообщило: Гао был приговорён Народным судом № 1 Пекина к трём годам заключения за то, что несколько раз " серьёзно нарушал условия испытательного срока, и это привело к решению суда о снятии испытательного срока ". По словам его брата, Гао отбывал заключение в тюрьме уезда Чиар провинции Синьцзян. 13 августа 2017 года Гао Чжишен вновь исчез.

## Домашний арест
7 августа 2014 года Гао Чжишена освободили из заключения, и теперь он находится под домашним арестом. В тюрьме его кормили одним ломтиком хлеба с капустой в день, он был освобождён в связи с плохим состоянием здоровья. Но, тем не менее, ему отказывают в медицинской помощи.